# Madikera, Kushtagi
Madikera là một làng thuộc tehsil Kushtagi, huyện Koppal, bang Karnataka, Ấn Độ.